# Робати, Пупуке
Сэр Пупуке Робати (англ. Pupuke Robati; 9 апреля 1925 года, атолл Ракаханга — 26 апреля 2009 года, Окленд, Новая Зеландия) — премьер-министр Островов Кука.

## Биография
Выходец с острова Ракаханга. Получил начальное и среднее образование на острове Манихики, затем на Раротонге. Для получения высшего образования переехал в Новую Зеландию, где в 1948 году получил диплом хирурга. Вернувшись на родину, работает на островах Раротонга, Мангаиа и Атиу. В течение более 30 лет был членом Федерации бокса Островов Кука.
Начал проявлять интерес к политике в 1964 году. На следующий год прошёл в парламент страны в качестве депутата от острова Ракаханга. В 1972 году стал членом Демократической партии Островов Кука. В 1987 году стал премьер-министром Островов Кука (находился на посту до 1989 года). В период его премьерства основное внимание уделялось развитию телекоммуникации, жемчужных хозяйств на островах Тонгарева (Пенрин) и Манихики. В эти годы Острова Кука также стали членом Всемирной организации здравоохранения. В 2001 году Пупуке Робати был удостоен рыцарского звания британской королевой Елизаветой II.